# Liste der Monuments historiques in Ventron
Die Liste der Monuments historiques in Ventron führt die Monuments historiques in der französischen Gemeinde Ventron auf.

## Liste der Immobilien
| Bezeichnung            | Beschreibung                        | Standort                     | Kennzeichnung | Schutzstatus | Datum | Bild           |
| ---------------------- | ----------------------------------- | ---------------------------- | ------------- | ------------ | ----- | -------------- |
| Eremitage Frère-Joseph | Einsiedelei aus dem 18. Jahrhundert | südwestlich des Ortes (Lage) | PA00125547    | Inscrit      | 1993  | weitere Bilder |